# Fruit confit

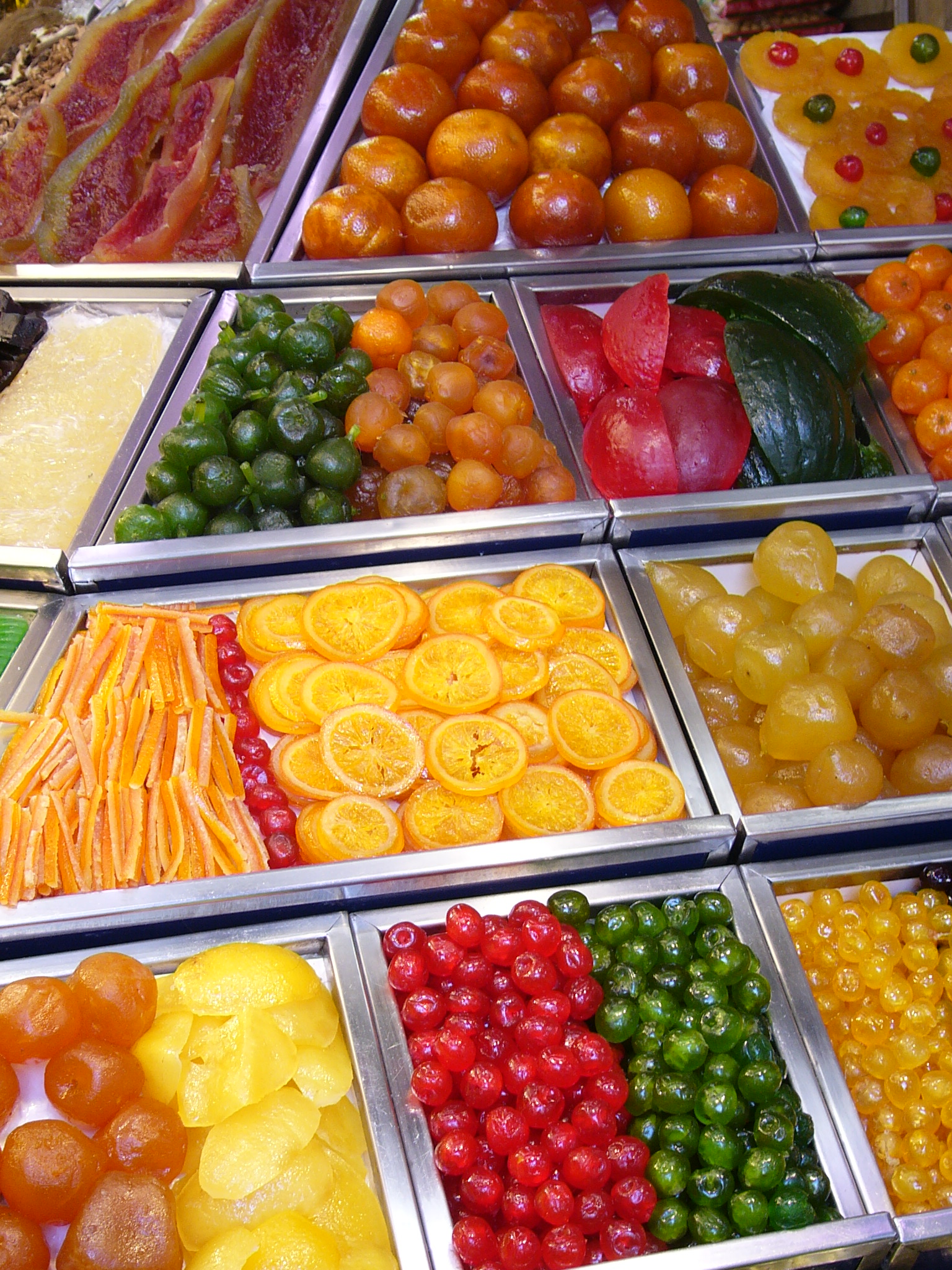
Fruits confits à la vente à La Boqueria (Barcelone, Catalogne).

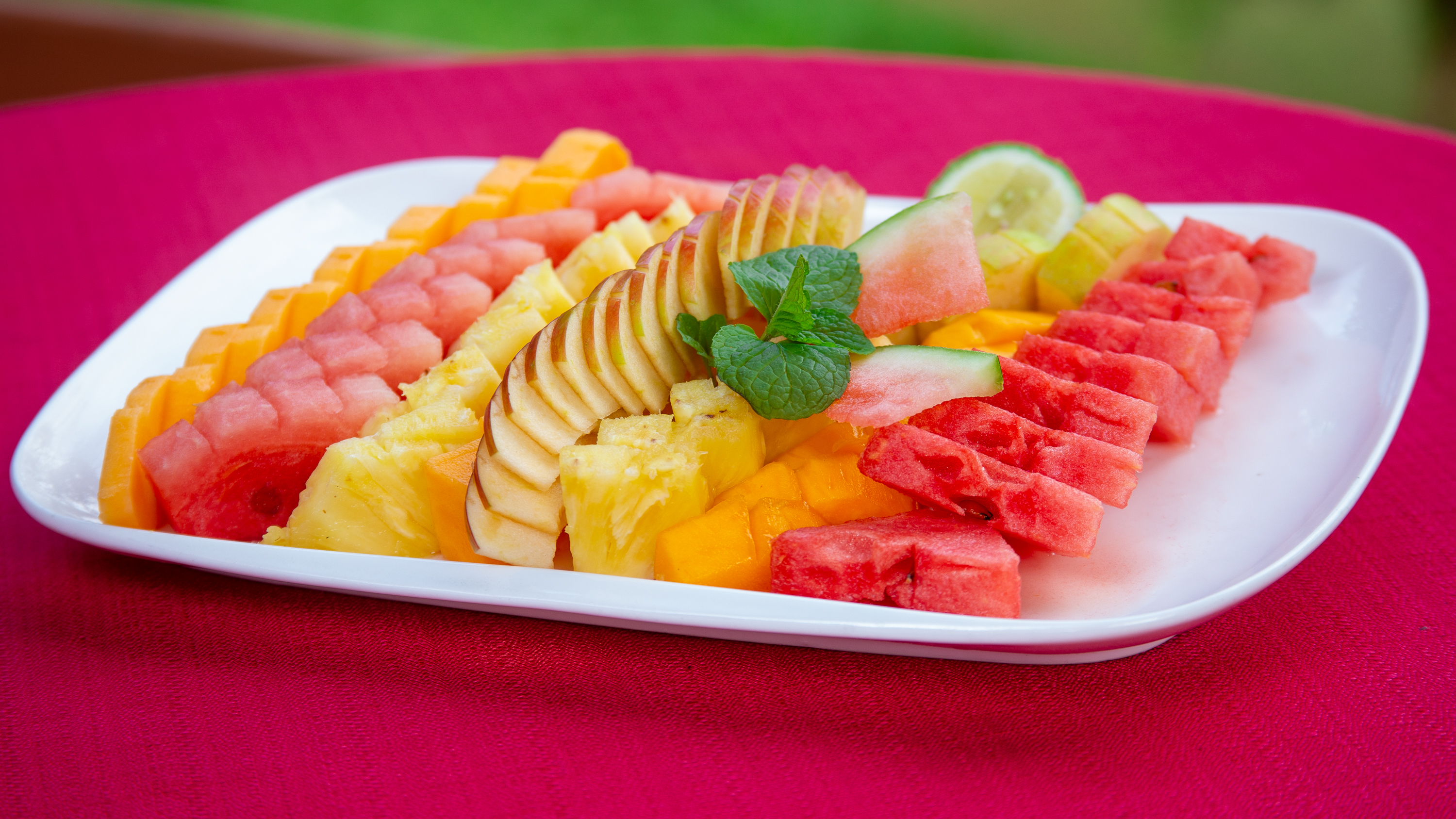
Fruits bien coupé.

Les fruits confits, glacés au sucre, sont utilisés en pâtisserie pour la décoration des gâteaux. Ils peuvent être également consommés seuls, comme dessert ou sucrerie.
La préparation consiste à remplacer par osmose l’eau d'un fruit par du sucre, la rareté de l'eau assurant la conservation.

## Histoire
Dès l'Antiquité, les Romains faisaient confire des fruits dans du miel pour les conserver.
C'est lors des Croisades en Orient que les Occidentaux découvrent les pâtes de fruits, les confitures et les fruits confits. Toutes ces friandises pénètrent en France à la fin du Moyen Âge.
En 1555, Nostradamus rédige un ouvrage marquant sur la confiserie : le Traité des fardements et confitures. Nostradamus enseigne comment « confire petits limons et oranges tout entiers, coings en quartiers avec le sucre pour faire du cotignac, du pignolat, du sucre candi, des sirops, des poires confites et de la tarte de massapan »,.

## Fruits confits d'Apt
La ville d'Apt se considère comme la capitale mondiale du fruit confit. Dans les années 1650, Madame de Sévigné compara la ville d'Apt à un « chaudron de confitures ».
Dans les années 1980, l'usine de fruits confits Apt-Union regroupa les six grandes firmes industrielles et les quatre entreprises artisanales de la ville. La production des fruits confits d'Apt, exportée dans le monde entier, fournissait un emploi à près de 50 % de sa population active.

## Situation économique des fruits confits
D’un point de vue économique, la confiserie de sucre comprend 600 spécialités régionales. Les 5 grandes catégories de confiseries représentent 1 milliard d’euros de chiffre d’affaires, réparti de la manière suivante :
- bonbons et sucettes représentent 40 % ;
- chewing-gum 37 %, petites confiseries de poche 13 % ;
- spécialités régionales 7 % et fruits confits 2 %.

(source : syndicat National de la Confiserie, SNC, chiffres 2009)
La France est le premier producteur mondial de fruits confits, notamment grâce à la ville d’Apt, qui en produit 14 000 tonnes (dont 10 000 en cerises). 70 % de la production est exportée dans 60 pays (le Royaume-Uni restant de loin le plus gros marché).

## Confection d'un fruit confit:le confisage

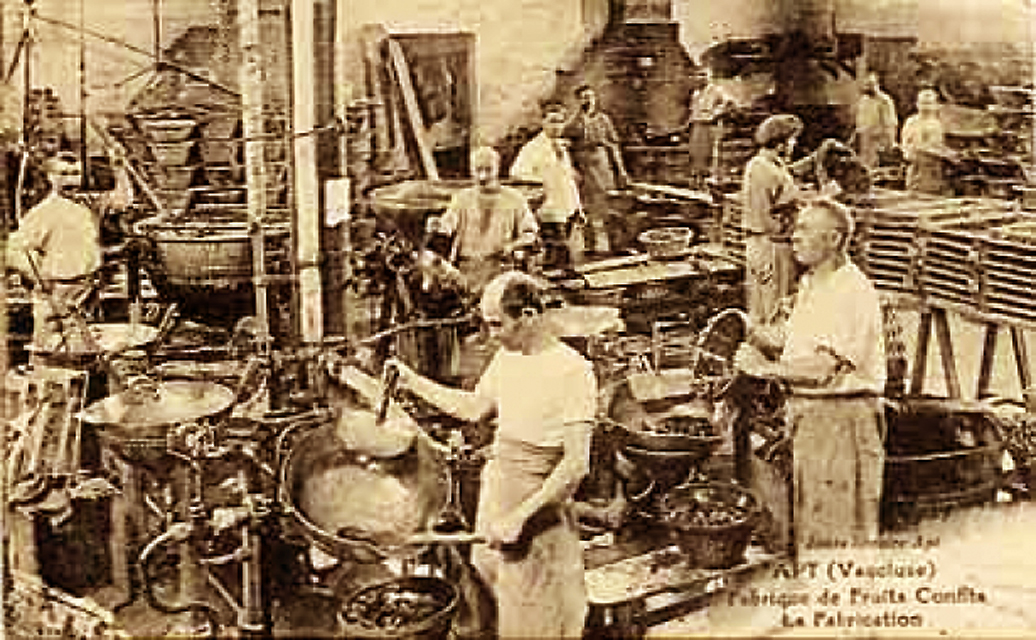
Sirop bouillant versé sur les fruits.

La fabrication des fruits confits consiste à remplacer l'eau contenue dans les cellules des fruits par un sirop de sucre.
Le principe utilisé est le phénomène d’osmose qui va permettre à l’eau de passer au travers des parois cellulaires et les sucres de pénétrer dans le fruit. 
On utilise donc un sirop de sucre constitué par du saccharose et du glucose, ce dernier pouvant être remplacé par du sucre inverti qui est plus facile à pénétrer dans la cellule vu son poids moléculaire plus faible. Des tests organoleptiques ont également démontré que les fruits confits avaient une préférence pour le saccharose et le sorbitol par rapport au glucose riche en fructose. Ceci s’explique tout d’abord par les propriétés anti-cristallisantes du sorbitol, qualité indiquée pour les fruits confits, mais aussi par sa viscosité plus faible pour un même taux de matière sèche.
Le sirop doit, de plus, avoir une densité supérieure à celle du liquide contenu dans les cellules afin que la pénétration des sucres ait bien lieu. Enfin, la vitesse de pénétration du sucre vers le fruit doit être supérieure à la vitesse de sortie de l’eau pour éviter que le fruit ne se déforme sous l’effet de la pression osmotique.

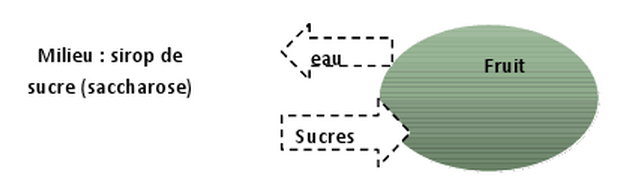
Principe de l'osmose.

Les fruits, placés selon leur nature et leurs calibres, sont déposés dans des terrines, récipients en terre vernissée, ou dans des bacs de grandes dimensions. Le sirop de sucre bouillant, de concentration appropriée, est alors versé sur les fruits, et le tout est mis dans des étuves ou des tunnels chauffés pour plusieurs heures.

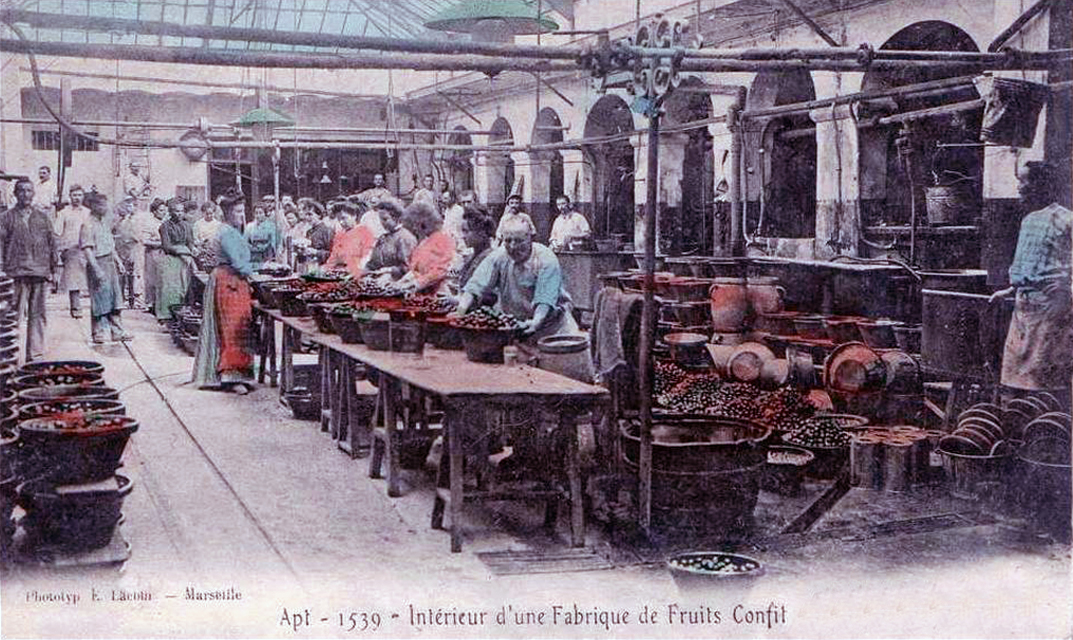
Égouttage des fruits.

Après une vingtaine d’heures d’immersion, un équilibre se forme entre le sirop et l’intérieur du fruit. Pour augmenter la pression osmotique, il est donc nécessaire d’augmenter la concentration en sucre. En conséquence, toutes les 24h, le sirop est éliminé et remplacé par un sirop de concentration plus élevée avec un apport de sucres neufs. Cependant, plus le sirop de sucre est concentré, plus sa viscosité augmente. Il faut alors chauffer le sirop afin de permettre le passage des sucres dans les fruits.
Ces différentes opérations prennent beaucoup de temps afin que le sirop imprègne correctement la chair du fruit et que cela assure une bonne conservation du produit. On évite ainsi la fermentation ou encore la détérioration par les bactéries. Cependant, il faut éviter que la température soit trop élevée afin qu’elle n’altère pas la structure ou le goût du fruit.

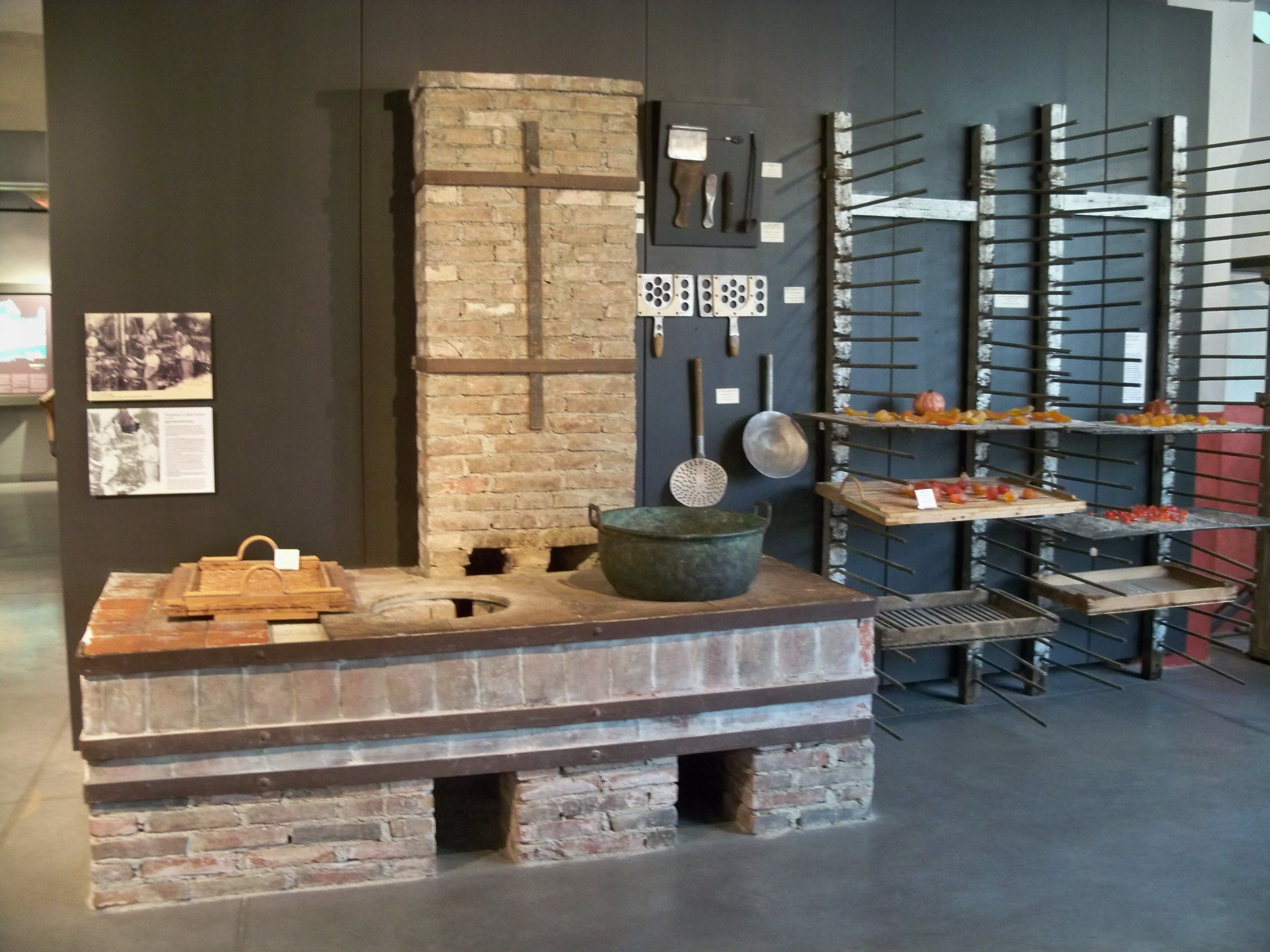
Fourneau à deux foyers.

Le nombre de traitements varie selon la dimension, la nature, la maturité, l’origine et le blanchissement du fruit. Il peut être de quelques jours ou encore de 10 à 12 jours pour les gros fruits.
Lorsque l’étape de confisage est terminée, les fruits sont égouttés, refroidis et peuvent être vendus de la sorte ou encore subir une étape de glaçage afin d’obtenir un aspect brillant.
L’égouttage et le pré-séchage peuvent être réalisés soit en discontinu soit en continu (sur un tapis à bande grillagée disposant d’une zone d’égouttage et passant dans un tunnel de séchage).
| Préparation des fruits    | Récolte, lavage, découpe, blanchiment                                          |
| Mise en sirop des fruits  | Ajout d'une solution de sucre et de sirop de glucose afin de réaliser l'osmose |
| Obtention du fruit confit | Séparation du fruit du sirop, égouttage des fruits et traitement               |

Les rendements en fruits confits sur fruits frais sont très variables selon les fruits en raison des rendements lors du parage, de la teneur en sucre du fruit, etc. On constate des variations de rendement de 20 % à 100 %.

## Exemples de fruits confits

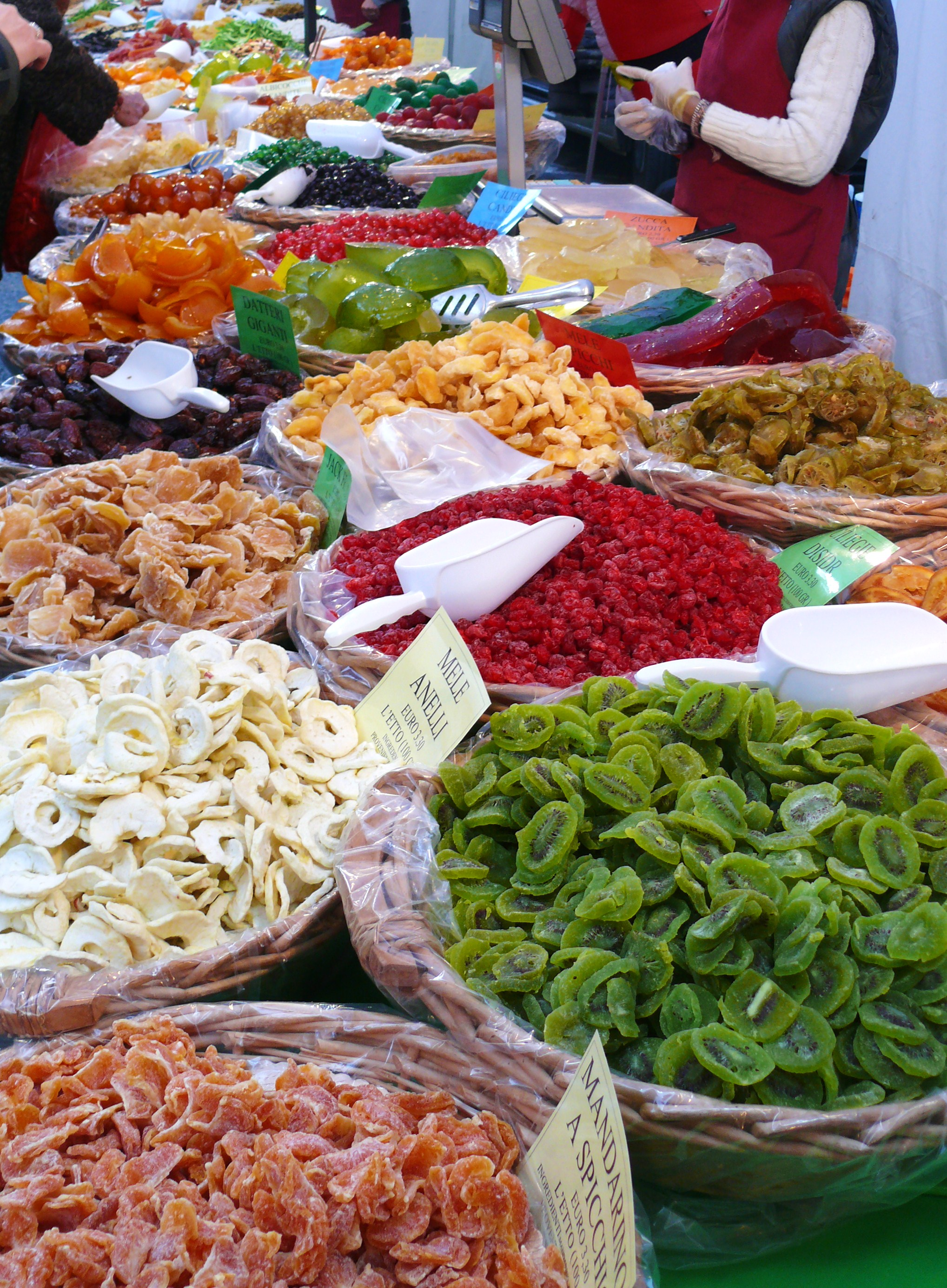

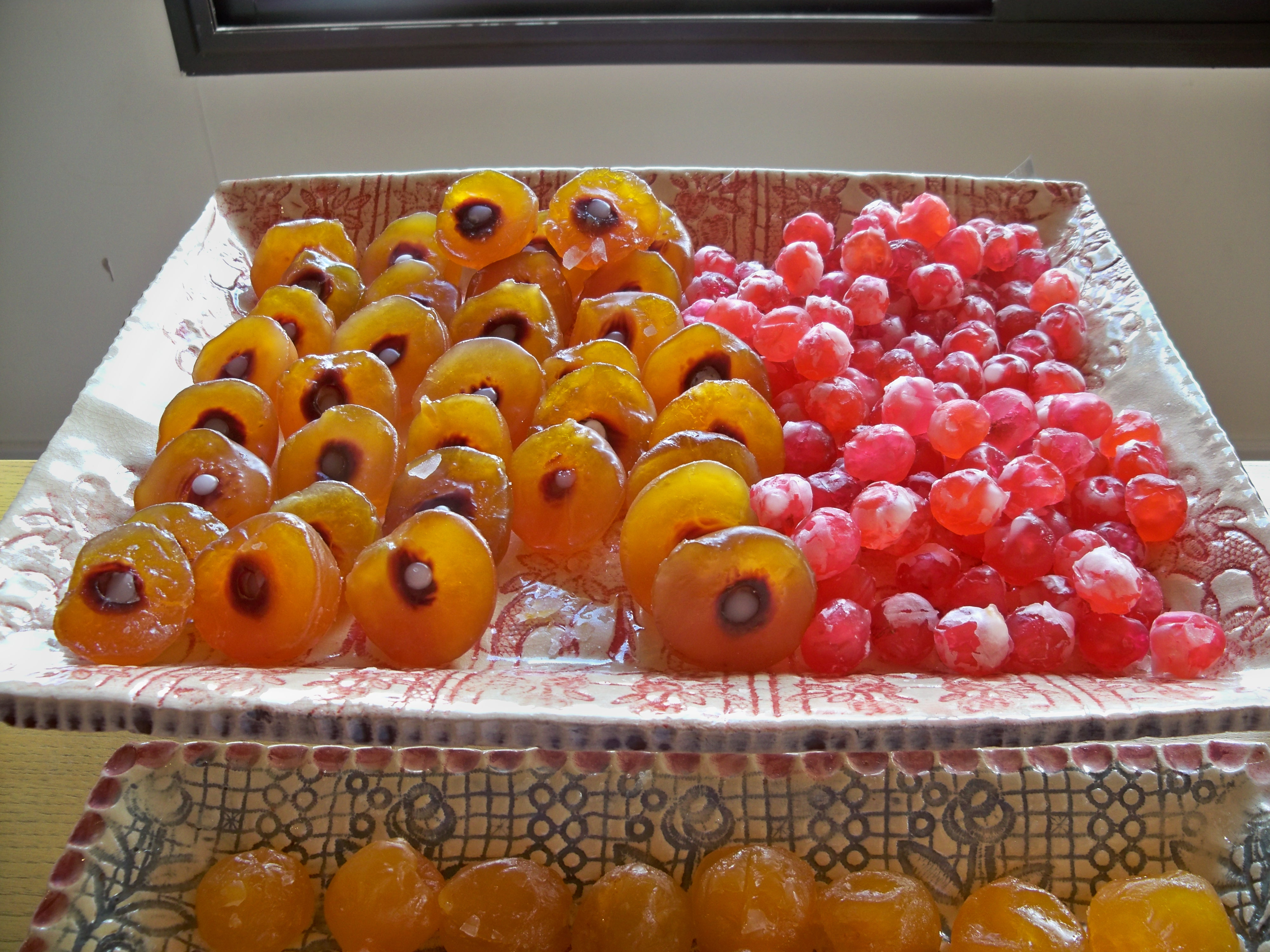
Abricots et cerises confites.

On trouve sur les rayons toutes sortes de fruits confits :
- Abricots confits ;
- Angéliques confites, faite à partir de la tige épaisse de cette plante, plutôt utilisé en pâtisserie ;
- Cerises confites ;
- Cédrats confits, plutôt utilisés en pâtisserie ;
- Clémentines confites ;
- Kumquats confits ;
- Écorces d'orange et de citron confites ;
- Papayes confites, deux variétés : jaune ou rouge ;
- Prunes confites ;
- Marrons glacés, généralement consommés en dessert.

Il existe également des légumes confits. Du point de vue botanique, ces légumes sont souvent des fruits :
- Caramboles confites ;
- Gingembre confit ;
- Tomates confites.